# 퀴니
퀴니(Qwiny)는 온미디어가 운영한 대한민국의 어린이 대상 오락 및 애니메이션 전문 텔레비전 채널로, 2003년 1월 15일에 개국하였고 2007년 2월 28일에 폐국하였다.이유는 퀴니는 계속유료 프로그램을 개최하였고,  방송통신위원회에서는 퀴니를 폐국명령을 내렸기에 그이후 CJ ENM이 퀴니를 2007년에 폐국하였다. 하지만 이후, 정신적 후속 채널이 생겼다.

## 역사
채널의 이름인 퀴니(Qwiny)는 영어 단어 Quiz(→퀴즈), Win(→승리), Money(→돈)를 합친말로, 온·오프라인 연동 퀴즈 및 게임 채널을 지향했으며,(구) 온미디어에게 상당한 흑자를 남겼다.
그러나 방송위원회(방송 심의 기능이 현 방송통신심의위원회에서 전담)는 어린이대상 유료 ARS 연계방송을 집중심의한 결과를 토대로 2006년 4월 19일에도 “방송에서 사리 판단력이 미숙한 어린이를 대상으로, 유료 ARS 서비스를 통한 시청자 퀴즈참여를 유도하여 부당이득을 취한 준 사기죄 혐의(방송심의에 관한 규정 제9절 제54조 위반)”를 적용해(구) 퀴니와 애니원(구) CJ미디어가 운영함에 시정조치를 부여했고, 해당 PD 관계자 2명이 준 사기혐의로 입건되었다. 관계자 일각에선, “유료 ARS 서비스로 인하여 10만원 이상의 더비싼 전화요금을 부과했다는 증언이 많았지만, 시청자들의 항의가 들어올 경우 전액 환불 조치해주는 환불시스템을 완벽히 갖추었다”고 해명했었으나, 방송위의 조치이후 ARS 연계 TV프로그램을 즉각 중지하였고 홈페이지 캐시관련 환불조치를 하였다.
ARS 연계 프로그램의 편성을 중지한 이후, 대부분의 편성은 투니버스와 온게임넷이 방송했던 프로그램의 재방송 위주로 이뤄졌고, 개국 4년 만인 2007년 2월 28일에 폐국한 이후 퀴니에서 단독으로 방송되었던 모든 애니메이션 작품들은 투니버스로 이전되었다. 퀴니의 아날로그 유선방송 대역은 같은 해 3월 1일에, 중년여성 대상채널로 개편되었던 스토리온이 차지하였다. 이후 2009년에(구) 온미디어는 CJ오쇼핑에 인수돼 CJ그룹에 편입된 후 2011년에 CJ ENM에 흡수합병되었고, 2015년에는 CJ ENM이 스토리온을 중장년층 대상 채널인 O tvN으로 개편하였으며, 2021년 9월 드라마 전문 채널인 tvN DRAMA로 채널 이름이 변경되어 재개국하였다.

## 같이 보기
- MBC 표준FM
- CBS 표준FM
- FEBC FM
- TBS eFM
- MBC TV
- SBS TV
- MBN
- 매직TV